# Петър Панков
Петър Панков е български скиор, ски треньор и спортен деятел.
Той е състезател по ски бягане, участник в зимните олимпийски игри в Гренобъл през 1968 г., в Сапоро през 1972 г. и в Инсбрук през 1976 г., единствен български участник в ски маратона Васалопет, 14-кратен шампион на България и 9-кратен балкански шампион.
Панков е знаменосец на българската делегация на зимните олимпийски игри през 1968 и 1972 г. Той е организатор на спортни прояви и спортен ръководител. От 2009 до 2012 г. е директор в Българската федерация по ски.

## Биография
Петър Панков е роден на 20 април 1945 г. в София.  През 1961 г. става шампион на България по лека атлетика за юноши в дисциплината 800 m, а през 1964 г. – по крос. 
Участва на зимните олимпийски игри в Гренобъл (1968), Сапоро (1972) и Инсбрук (1976). 
Резултати от Гренобъл 1968
15 km: 25-и от 75 участници
30 km: 26-и от 66 участници
Резултати от Сапоро 1972
15 km: 47-и от 62 участници
30 km: 39-и от 59 участници
50 km: 28-и от 40 участници
Резултати от Инсбрук 1976
15 km: 41-ви от 80 участници
30 km: 49-и от 69 участници
50 km: 40-и от 59 участници
Щафета 4 × 10 km: 14-а от 16 щафети
Състезател е на ски клуб Славия.  Защитава висше образование за инженер по механична технология на дървесината в Лесотехническия университет, преди да завърши следдипломна квалификация по спортен мениджмънт в специалността ски бягане на Националната спортна академия. През 1977 г. Панков става шампион на България по биатлон, печели и няколко сребърни медали, а през 1979 г. – по ски ориентиране. През 1980 г. печели бронзов медал с щафетата от световното първенство. 
Работи като треньор в ски клуб „ЦСКА“ и в периода 1981 – 1984 г. е треньор на националния отбор по ски бягане на България. По време на дейността му като треньор на националния отбор, българската щафета завършва на 10-о място на състезанията от зимните олимпийски игри през 1984 г. 
Дълги години е председател на комитета по ски бягане към Българската федерация по ски. От 2009 до 2012 г. е неин директор, а след това е член на нейния треньорски съвет. 